# Tytthoscincus leproauricularis
Espèce
Tytthoscincus leproauricularis est une espèce de sauriens de la famille des Scincidae.

## Répartition
Cette espèce est endémique du Sarawak en Malaisie. Elle se rencontre sur le mont Penrissen.

## Publication originale
- Karin, Das & Bauer, 2016 : Two new species of diminutive leaf-litter skinks (Squamata: Scincidae: Tytthoscincus) from Gunung Penrissen, Sarawak, Malaysia (northern Borneo). Zootaxa, no 4093 (3), p. 407–423.